# Xoanodera serraticornis
Xoanodera serraticornis là một loài bọ cánh cứng trong họ Cerambycidae.